# Hotel Bílý koníček
Hotel Bílý koníček se nachází na Masarykově náměstí v Třeboni, v měšťanském domě čp. 97, který je chráněn jako kulturní památka České republiky. Ten byl postaven pravděpodobně v roce 1544, odkdy pochází i jeho nejstarší dochovaná část, gotický nárožní pilíř z kamene.
Hotel Bílý koníček, dříve hotel "U koníčka", je jedním z nejstarších objektů města Třeboně.  Pozdně renesanční stavba je zajímavá pro svoji typickou vnější architekturu, zejména ochozy s fortifikačními prvky – cimbuřím a klíčovými střílnami.
Přibližně od začátku 20. století budova slouží jako hotel.

## Historie

### Historie v letech 1520–1901
Dům, který stojí na rohu centrálního třeboňského náměstí a Husovy ulice, patřil již od pozdního středověku k zástavbě města. Gotická podoba domu není známá, protože zanikla při dalších požárech a následných přestavbách. Nicméně arkády podloubí domu spočívají na goticko-renesančních osmibokých žulových sloupech. Nárožní pilíř, který nese znak pětilisté růže a letopočet 1544, dokládá, že dům byl postaven před polovinou 16. století. Nejpozoruhodnější na domě je stupňovitý štít rozdělený římsami do čtyř pater a zdobený ozdobnými klíčovými střílnami a cimbuřím. Objekt s výjimkou průčelí byl v pozdějších obdobích celý kompletně přestavěn včetně sklepů, a tak postrádá původní architektonické prvky raně renesanční budovy. Pravé křídlo je zřejmě z roku 1908.

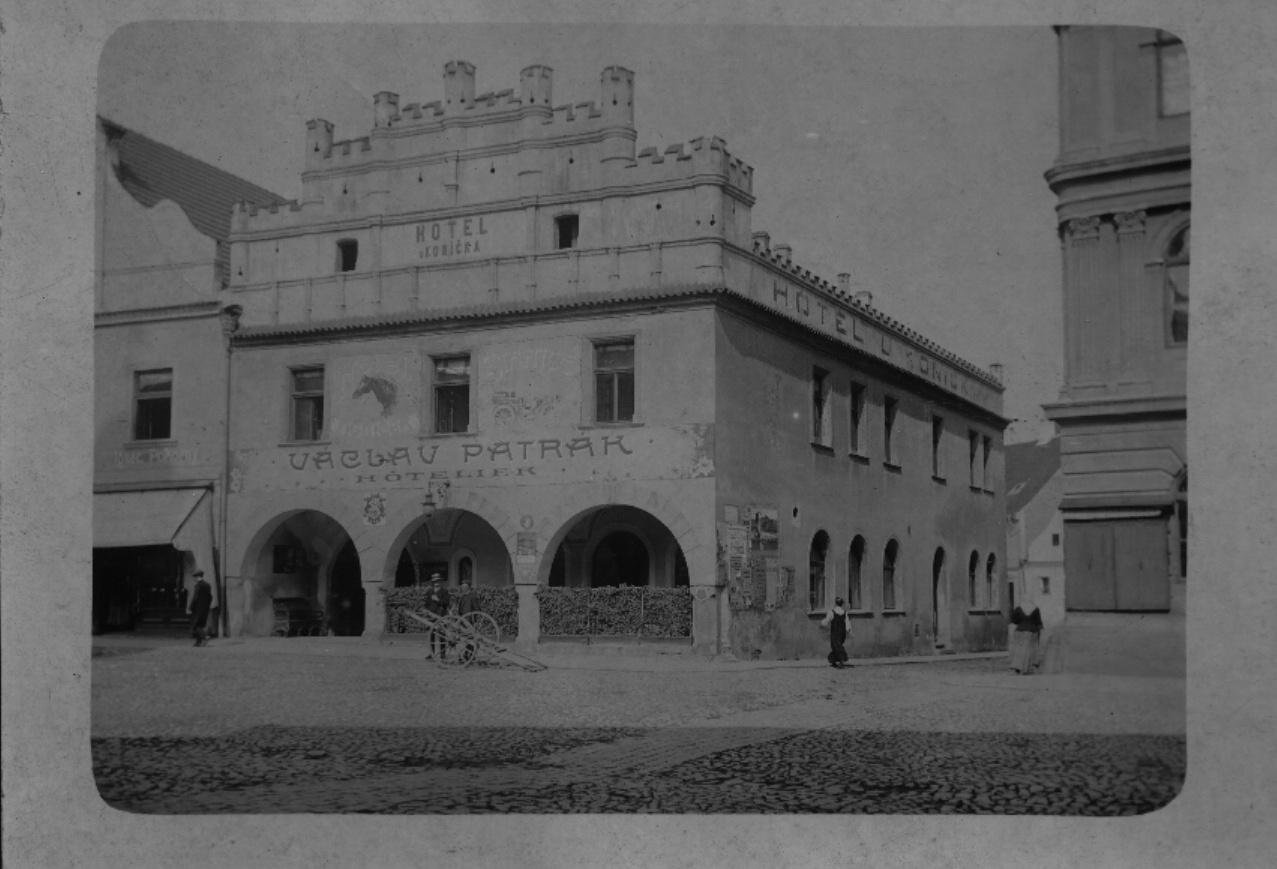
Hotel Bílý koníček, historická pohlednice z roku 1920

Nejstarší majitel domu je známý z urbáře sepsaného v roce 1520. Byl jím Jan Krejčí. Příjmení patrně souviselo s jeho řemeslem. V dalším urbáři sepsaném před rokem 1555 je dům nazvaný jako Švábovský. V nejstarší dochované městské knize o prodejích domů v Třeboni jsou potom zápisy vedené až od roku 1665 (starší kniha se zápisy pro 16. století je nezvěstná), a tam je dům uveden jako Kantorovský.
Dne 7. srpna 1679 prodal dům jistý Leonard Cesar panu Pavlovi Leštinovi za 1000 kop grošů spolu s jednou zahradou u stoky proti zdím městským, s tím co k ní přikoupeno, se čtyřmi kusy gruntů, jeden nad pazdernou proti gruntu Ondřeje Wolfingera, druhý vedle Alexandra Lindemayera, třetí vedle Benedikta Metzera, čtvrtý vedle Lorenze Männera, na kteréžto 6 strychů obilí ozimního se vseti může, s jednou satbou mezi sousedskými a jedním lůsem Korabovským. V hotovosti Pavel Leština složil 210 kop grošů a zbývajících 790 postupně splácel takto: obci zdejší 51 kop gr., paní Rebece Metzerové 48 kop gr., paní Dorotě Wasserfürtové 43 kop gr., panu Frantovi Böhmovi 342 kop gr. a panu Leonardu Cesarovi 304 kop grošů.[zdroj?]
V roce 1690, 13. září za úřadu purkmisterského pana Lihharta Cesara (původního majitele) byl učiněn pořádek v městských knihách a vypočítán Pavlu Leštinovi zbývající dluh k domu. Ze 790 kop, které měl splácet, již vyplatil 117 kop, zbývajících 673 kop měl od sv. Havla roku 1690 splácet po 15 kopách takto:
| Komu                      | Co               |
| ------------------------- | ---------------- |
| Obci zdejší               | 69 kop 50 grošů  |
| Paní Dorotě Wasserfürtové | 23 kop 20 grošů  |
| Dědicům pana Böhma        | 559 kop 50 grošů |
| Celkem                    | 673 kop grošů    |

Dne 7. ledna 1692 prodali dědicové po zemřelém Pavlu Leštinovi dům od starodávna zvaný Kantorovský s jednou zahradou u stoky proti zdím městským se čtyřmi kusy gruntů ve stejném rozsahu jako v roce 1679 opět za sumu 1000 kop grošů. „Kterýžto nadjmenovaný dům se všema nadepsanejma pořádnostmi a se vším právem v témž šacunku ujal jest Martin Beránek, soused zdejší.“ Prodávajícím v hotovosti složil 180 kop grošů míšenských a zbývajících 820 kop grošů splácel. Jednak obci, dále Dorotě Wassserfürtové, dědicům po zemřelém Arnoštovi Böhmovi a dědicům po Pavlu Leštinovi až do roku 1713.

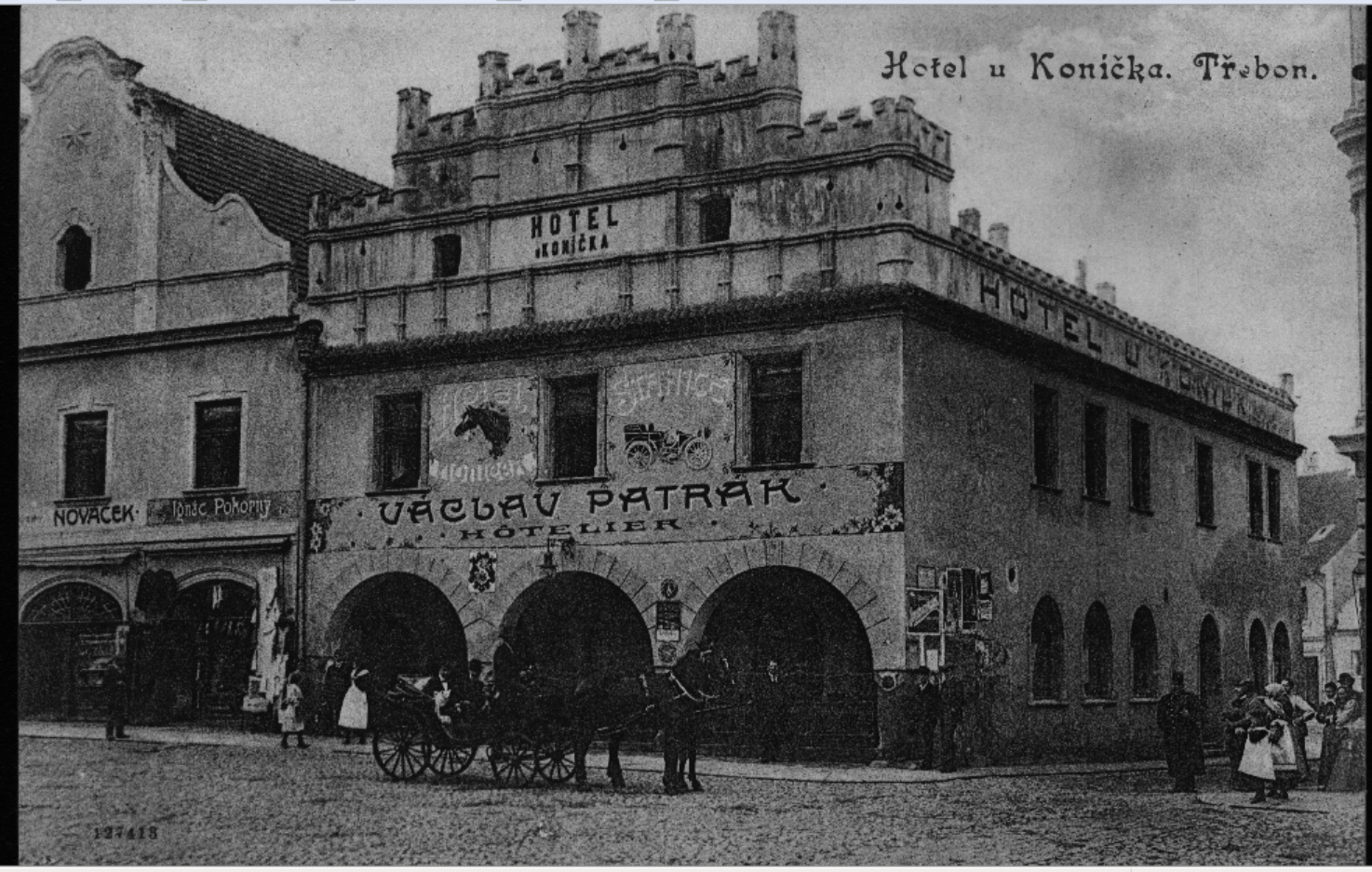
Hlavní vchod do hotelu, okolo r. 1918

Dne 19. prosince 1714 dům někdy nebožtíka Pavla Leštiny, posledně nebožtíka, měšťana a řezníka Martina Beránka je připsán Filipovi Waidmanovi, sedláři, strýci sirotků po Martinovi Beránkovi a jeho ženě Anně Marii za sumu 1100 kop grošů míšenských. V tuto dobu, jak uvádí smlouva o prodeji, nebyla v Třeboni žádná jiná výsadní hospoda k přechovávání pocestných. Tento dům byl v roce 1714 jediným zájezdním hostincem v Třeboni. Tento záznam je současně nejstarším písemným dokladem, že od roku 1714 byl v tomto domě zájezdní hostinec. (SOkA Jindřichův Hradec, fond Archiv města Třeboně, městská kniha č. 29, fol. 122). K domu náleží zahrada a čtyři grunty pod 6 strychů, jak je uvedeno při prodeji v roce 1669.
Dne 25. února 1745 převzal dům po svém zemřelém otci Filipovi Weidmanovi jeho vlastní syn Josef Weidman za 1100 kop grošů míšenských, tj. 1283 zlatých 20 krejcarů. Dům je poprvé označen jako u Bílého koníčka. K domu náležel další majetek, totiž "dvoreček na předměstí, jeden kus pole pod 3 strychy. První vedle Lomnický cesty z obojí strany pana Jiříka Körnera, druhý pod tři strychy u Břilickýho rybníka vedle Jakuba Stanglera a vdovy Skopcový, třetí pod jeden strych u Starého rybníka též vedle Jakuba Stanglera a vdovy Skopcový, čtvrtý u téhož Starého rybníka pod 6 strychů vedle Matesa Eignera a Jana Schatze, pátý v malým poli pod 6 strychů k Hlíně vedle pana Mikoláše Šejnohy a Juliusa Fiscali, šestý pod 4 strychy taky v tom místě, vedle pana Václava Háse, sedmý pod dva strychy proti hradecký silnici vedle Jana Pokornýho a Tobiáše Kadečky, osmý pod pět strychů vedle Františka Augenthalera a Matesa Krakovitzera, devátý k bažantnici pod 2 strychy vedle Tomáše Rutha a Šoukalovským, desátý u pazderny vedle Václava Zubáka a Jana Goldvogla pod dva strychy, jedenáctý taky pod dva strychy vedle Bartoloměje Hauera a Václava Háse, dvanáctý pod tři strychy vedle Kašpara Prokše a Tomáše Rutha, jednou stodolou za Hradeckou branou u Dlouhýho mostu i s kolnou, s jednou velkou loukou s dvěma seníky vedle pana Hase a Kadečky též s těmi třemi lúsy co k té již předešlé připsané zahradě za Hradeckou branou proti městským zdím a u splávku ležící od Kašpara Prokše, Pavla Pešiny a Jana Pokornýho přikoupeno jest a to vše v sumě za dva tisíce osm set osm zlatejch rýnskejch 20 krejcarů". To znamená, že k domu u Bílého koníčka v roce 1745 patřilo 39 strychů polí, velká zahrada u hradeb a velká louka na Mokrých lukách se dvěma seníky.
Je zřejmé, že zájezdní hostinec prosperoval, když předešlý majitel Filip Wiedman mohl mezi léty 1714 až 1745 přikoupit tolik polností jak na stranu k Břilicům, tak ke Hlíně. V té době představoval 1 strych = 1 korec = 0,285 ha. Rozloha polí tedy byla něco přes 11 ha, nepočítáme-li louky a zahrady. Hospodářství se provozovalo ze dvora na předměstí. V polovině 18. století předával otec svému synovi opravdu pěkný majetek. Zájezdní hostinec s hospodářským dvorem na předměstí prosperoval také díky tomu, že měl stálé majitele. Celé 18. století patřil jedné rodině, rodině Weidmanových.[zdroj?]

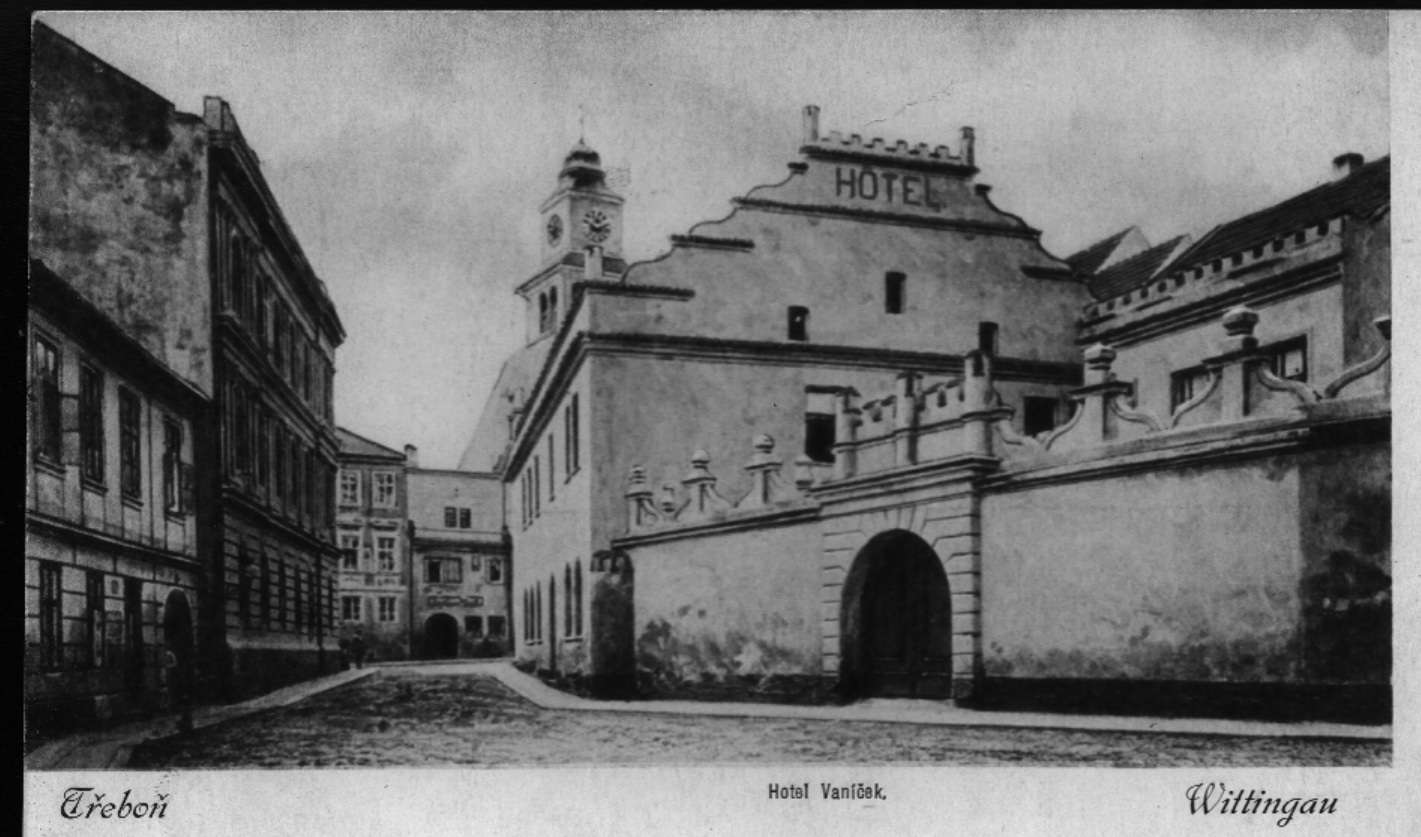
Hotelový dvůr a stáje, 1921

Teprve v roce 1796 prodala vdova po Josefu Weidmanovi, Klára, dům s právem várečným novému majiteli, sousedu z města Lomnice, Josefu Eignerovi za 2225 zlatých. Nový majitel zaplatil v hotovosti 1025 zlatých. Zbývající sumu 1200 zlatých splácel postupně. Nový majitel se zavázal ponechat vdovu Kláru se dvěma dcerami Kateřinou a Magdalenou přebývat v zadním pokojíčku se společným komínem, s kuchyňkou a komůrkou do jejich všech třech smrti bez úplatku.
Na kratší dobu pěti let se majitelem domu u Bílého koníčka stal Antonín Weisman, který 24. března 1801 koupil várečný dům u Bílého koníčka od Josefa Eignera za 3000 zlatých. Dále 22. listopadu 1806 prodal Antonín Weisman dům Kašparu Emmerovi, měšťanu a řezníkovi již za 6200 zlatých. Rodina Emmerových vlastnila po tři generace várečný dům s hostincem u Bílého koníčka od roku 1806 až do 80. let 19. století. Dne 17. března 1820 získal právovárečný dům s várečnou hospodou za celkovou sumu 10 500 zlatých Jan Emmer. Cena se zvýšila nejen díky státnímu bankrotu v roce 1811, ale také vyšším daním, které musel majitel domu s hostincem odvádět do obecního rozpočtu. Vyplácel podíly nejen členům rodiny, ale jmenovitě několika třeboňským sousedům a hlavně institucím v Třeboni. Například obci třeboňské 2000 zl., kostelu sv. Alžběty 56 zl., chudinské kase 300 zl. a pivovarské kase 480 zl. Pivo byl povinen odebírat z měšťanského pivovaru, kořalku mohl brát od pachtýře.

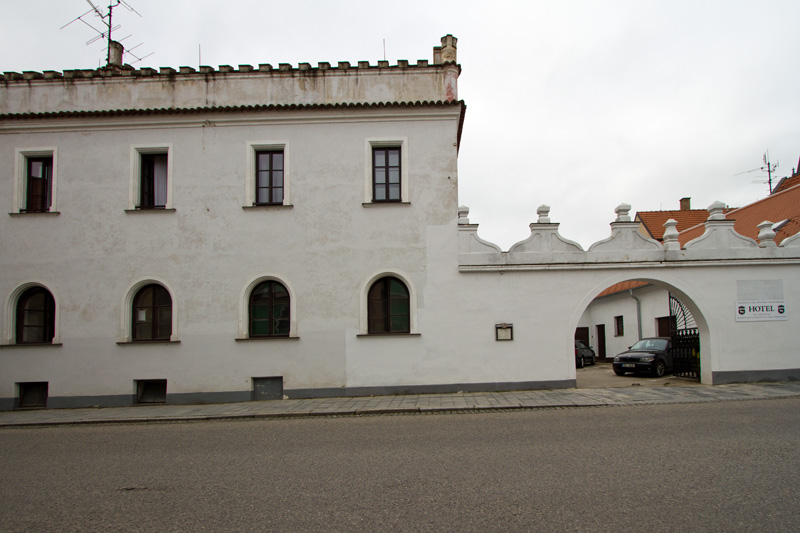
Část hotelu, vjezd na parkoviště a historické zdi

Dne 30. listopadu 1830 postoupil Jan Emmer s vědomím manželky Veroniky várečný dům s vejsadní hospodou u Bílého koníčka s polnostmi svému synovi Antonínu Emmerovi v ceně 8000 zlatých.

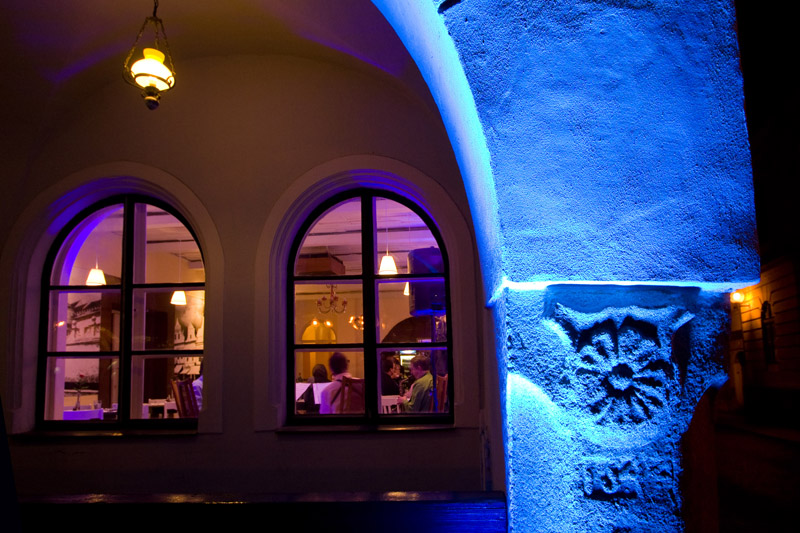
Měšťanský dům Hotel Bílý koníček a jeho historický kamenný pilíř z roku 1544

Dne 26. května 1850 na základě testamentu a se souhlasem vdovy přejal dům po Antonínu Emmerovi jeho syn Ferdinand Emmer v ceně 8500 zlatých. Od roku 1858 byly spolumajitelkami domu s Ferdinandem Emmerem jeho manželka Františka a její sestra Anna. Také ve druhé polovině 19. století hostinec prosperoval, a tak manželé Ferdinand a Františka Emmerovi mohli přikupovat další pozemky a polnosti. Od Marie Fleišmanové koupili v roce 1865 pozemky v hodnotě 1500 zlatých a v roce 1868 od Antonie Volencové dokonce za 6000 zlatých. V letech 1868 až 1881 se dělilo vlastnické právo domu čp. 97 s polnostmi mezi Františku Emmerovou, rozenou Uttlovou, a její sestru Aloisii Uttlovou. Po smrti Aloisie v roce 1881 připadla její polovina Františce Emmerové, která od té doby vlastnila celý majetek.
Ferdinand Emmer se narodil v Třeboni 29. května 1831, oženil se v Netolicích 3. února 1857 s Františkou Uttlovou, dcerou ranhojiče Aloise Uttla. Narodil se jim v Třeboni čp. 97 pouze jeden syn Alois Martin Václav 22. září 1858. Ten zemřel ve věku 5 let dne 25. března 1863. Manželé neměli vlastního dědice. Ferdinand Emmer patřil mezi vážené měšťany. V letech 1880–1886 byl předsedou třeboňské měšťanské záložny, která byla založena jako jedna z prvních v Čechách v roce 1864. Ferdinand Emmer zemřel 11. prosince 1898 v Třeboni čp. 107 ve věku 67 let na rozedmu plic. Jeho manželka Františka Emmerová (* 7. dubna 1836 v Netolicích) zemřela o tři roky později 19. března 1901 také v čp. 107 ve věku 64 let na diabetes melitus.
Manželé Emmerovi prodali dům s hostincem Antonínu Břeskému z Birkenfelsu, který byl pokladníkem záložny a setníkem třeboňských ostrostřelců. Ten vlastnil již od roku 1866 rohový dům čp. 84 proti zámku.
Antonín Břeský, syn mlynáře z opatovického mlýna, se narodil v roce 1831 v Třeboni. Oženil se až ve svých 39 letech s Adelhaid Gschirhakl, dcerou c. k. okresního hejtmana v Třeboni čp. 68, jíž bylo teprve 23 let. Svatba se konala v Třeboni 2. srpna 1870. Manželé, kteří bydleli v Třeboni čp. 84, měli čtyři děti. Tři syny a jednu dceru, z nichž přežili do dospělosti pouze dva synové. Prvorozený byl Václav Leopold Jan Karel (* 23. září 1871). Otec Antonín Břeský byl již v roce 1872 hejtmanem místního sboru ostrostřelců a 5. května 1879 získal predikát z Birkenfelsu. V 70. a 80. letech je uváděn jako pokladník záložny v Táboře. Antonín Břeský byl také dlouholetým pokladníkem občanské záložny v Třeboni, která tu byla v letech 1864–1898. Po zjištění schodku záložny v roce 1897 ve výši 58 000 zlatých byl Antonín Břeský souzen a v roce 1901 nastoupil do vězení v Českých Budějovicích. Majetek mu byl zkonfiskován.
Přestože se zasloužil o založení nové části hřbitova u kostela svaté Alžběty, který budoval s finančním příspěvkem knížete Jana Adolfa Schwarzenberka a přifařených obcí v letech 1882 až 1884 a zřídil tu hrob pro svoji manželku Adelhaid a své potomky, není jisté, zda je v hrobce pochován, protože ani on, ani jeho žena nezemřeli v Třeboni.

### 1901 – Eliška z Halsu
V roce 1901 byla při restauraci budovy nalezena kamenná hlava, připomínající ženu se splývajícími vlasy sepnutými nad čelem vínkem.[zdroj?] Nejspíše se jednalo o fragment nějaké volně stojící bysty nebo sochy, která byla využita jako stavební materiál. Svým charakterem a způsobem modelace byla přivolanými znalci konstatována nápadná podobnost s triforiovou řadou v katedrále svatého Víta v Praze. Vínek na ženské hlavě je posázen pětilistými růžemi, což svádí k domněnce, že žena náležela k rožmberskému rodu. Mohlo by se jednat o manželku Jana z Rožmberka, Elišku z Halsu. To spustilo vlnu spekulací o možném původu v pražské Parléřovské huti a diskuse o nedozírné hodnotě tohoto nálezu. Pozdější výzkum odhalil, že hlava byla možná součástí jejího epitafu na pilíři vedle presbyteria. Domněnku ale oslabil fakt, že na kamenné tváři zcela chyběl znak Pánů z Halsu (vodorovné břevno). Spekulace trvají dodnes, nicméně hlava je dnes součástí expozice v Alšově jihočeské galerii na zámku Hluboká.

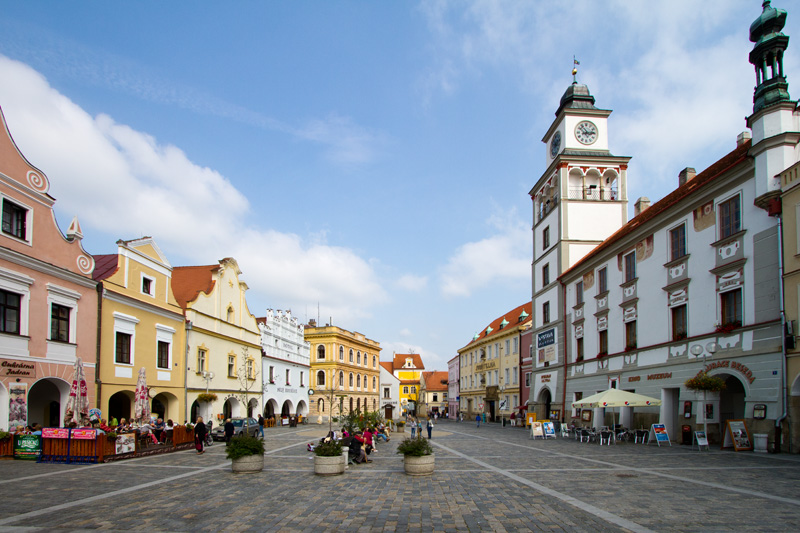
Náměstí a hotel Bílý koníček v pozadí

### Poslední z rodu Havlíčků

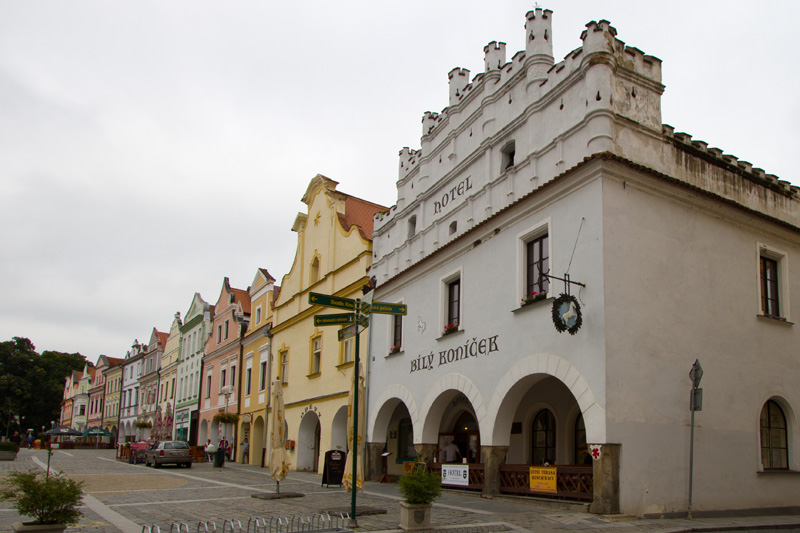
Hotel Bílý koníček

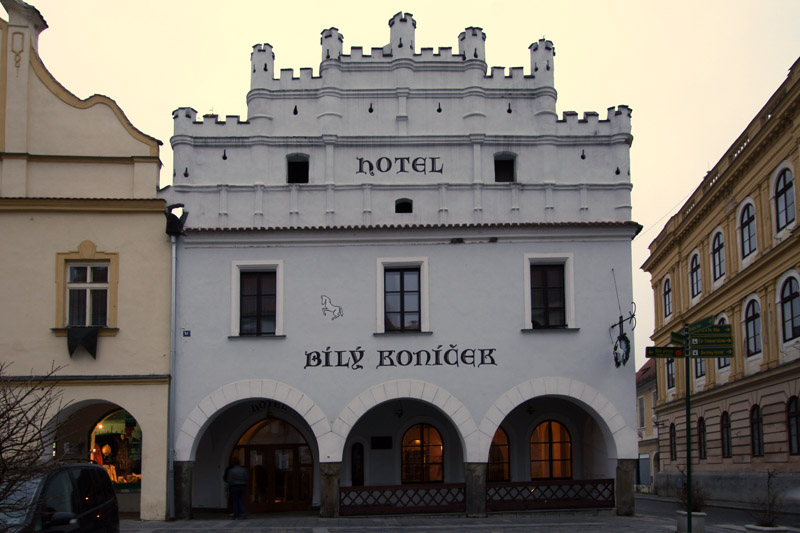
Hotel Bílý koníček

Od začátku 20. století je budova využívána jako hotel, který provozovala rodina Havlíčkova. Poslední hoteliérka z tohoto rodu třeboňských hoteliérů, o kterém psal mj. i Jan Werich, byla vnučkou hoteliéra Havlíčka. Provozovala hotel Bílý koníček asi do roku 1940, kdy byl hotel zabrán nacistickými vojsky a zadní část hotelu Bílý koníček nabarvena na růžovo. Paní Havlíčková se setkala s Janem Werichem a Jiřím Voskovcem, když v Třeboni natáčeli film Pudr a benzín (1931). Jan Werich si zdejší kraj zamiloval a jezdíval sem rybařit. Eleonora Havlíčková (rozená Thierová)[ujasnit] zemřela 26. listopadu 1984 v Praze ve věku 78 let.

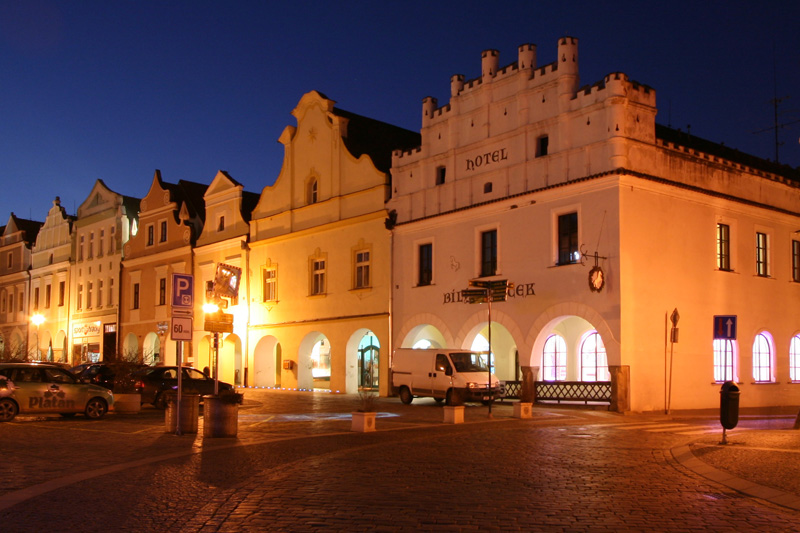
Masarykovo náměstí a Hotel Bílý koníček

### 1939 – Druhá světová válka
Kolem roku 1940–1943 byl hotel Bílý koníček přejmenován na "Hotel Rössl", veškeré české nápisy na fasádách byly přemalovány německým švabachem a z oken byly vyvěšeny vlajky s hákovým křížem.[zdroj?]
Před bývalým domem rodiny Metzlů č. 96/I na Masarykově náměstí, který je v současnosti užíván jako zázemí hotelu Bílý koníček, byly vsazeny tři zlaté kostky, tzv. kameny tří bratří – Karla, Viktora a Felixe. Jde o takzvané Kameny zmizelých – Stolpersteine, které mají kolemjdoucím připomínat oběti holokaustu. Na kamenech jsou vyryta jména obětí, rok narození, datum transportu do koncentračního tábora a místo úmrtí. Každý z bratří zahynul v jiném koncentračním táboře.

### Poválečná historie
V době od roku 1960 do 1992 byl hotel provozován státním podnikem Hotely a Restaurace Jindřichův Hradec. V roce 1963 byl objekt zapsán na Ústřední seznam kulturních památek České republiky.
Roku 1970 byla uskutečněna poslední zásadní rekonstrukce vnější části budovy hotelu, při které byly zcela přestavěny sklepy a odstraněna většina gotických zdí. V hotelové restauraci byly položeny desky z bílého mramoru. Strop restaurace byl osazen tehdy moderními dřevěnými deskami, drženými několika masivními příčnými trámy.[zdroj?] V době, kdy byla veškerá podloubí na Masarykově náměstí v Třeboni nemilosrdně zazděna, zůstaly kamenné pilíře hotelu jedinou nedotčenou památkou na loubí, které před desítkami let obepínalo dokola celé náměstí.

### Od roku 1992 – rodina Pechova

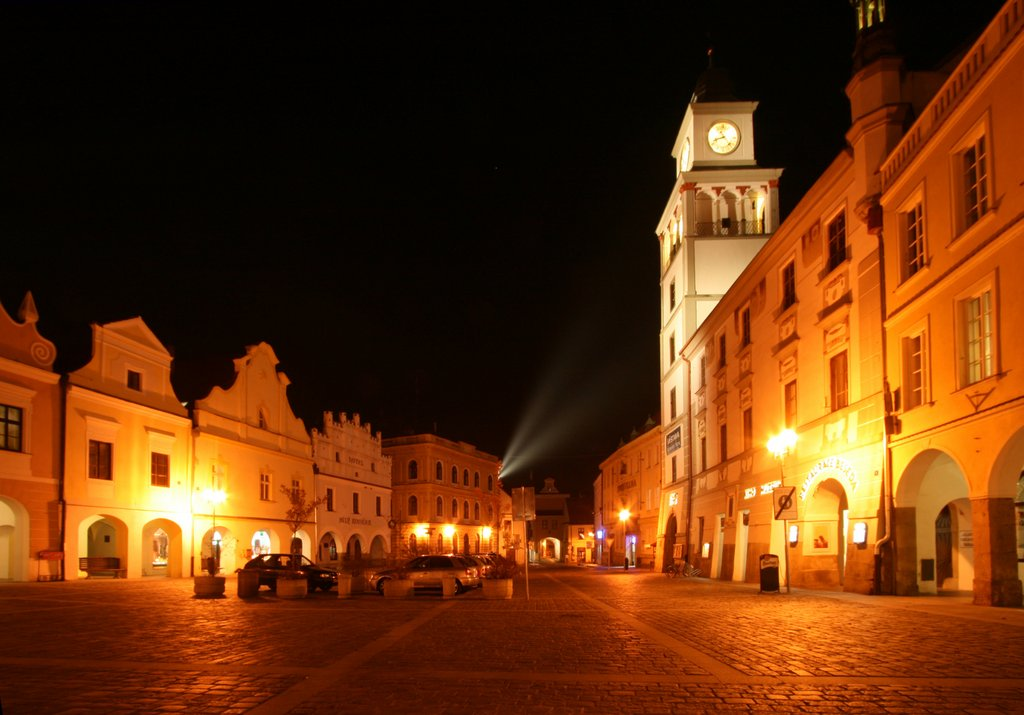
Masarykovo náměst

V roce 1992 stát ve veřejné dražbě prodal pozemek a budovu hotelu do soukromého vlastnictví Václavu Pechovi. Třeboňský tisk tehdy napsal: "Rodina Pechova kupuje Třeboň". Roku 2005 byla Václavem Pechem zrekonstruována část půdy a vzniklo druhé patro hotelu s osmi hotelovými pokoji. Václav Pech hotel pronajal jednomu z bývalých číšníků firmy Hotely a Restaurace Juliovi Rósslerovi, který jej provozoval od roku 1993 do roku 2011; podnik vytuneloval a zdevastoval (nezajistil odsávání spodních vod ve sklepě, následkem čehož byla spodní část hotelu vytopena).[zdroj?] Pro chráněnou památku to neznamenalo zásadnější újmu, neboť původní historické sklepy, napojené na starodávné městské katakomby, byly přebudovány již kolem roku 1970.
11. listopadu 2011 se vedení hotelu a vlastnictví budovy ujal Ondřej Pech, vnuk Václava Pecha. Třeboňský tisk tehdy napsal: "V rekordním čase 11 dnů se restaurace Bílý koníček proměnila do Bílého." Začaly první práce na sběru historických dat o nemovitosti. Součástí byl i zisk vzácných historických fotografií, map a půdorysů hotelu a jejich digitalizace. 
Během letní sezony roku 2018 získal hotel (konkrétně vedení kuchyně) ocenění v televizním pořadu Ano, šéfe!, avšak po dohodě s personálem není toto ocenění umístěno (dle běžného zvyku výherců soutěže) na hlavní vchod restaurace.
Od počátku roku 2019 Ondřej Pech pracovně odešel z Třeboně a předal provoz hotelu nájemci Josefu Čapkovi. Byly vypracovány plány na revitalizaci objektu podle historických nálezů architekta Michala Skalíka a započala první etapa obnovy budovy dle dochovaných odkazů v historických urbářích a pozemkových knihách.[zdroj?]
Dle oznámení realitní kanceláře byl hotel prodán, bez uvedení nového majitele a data prodeje (stav 2023).
Nyní (1Q 2024) je hotel ve vlastnictví firmy U Koníčka s.r.o., kde jsou jednateli Ing. Miroslav Ježek a Petr Ježek. 

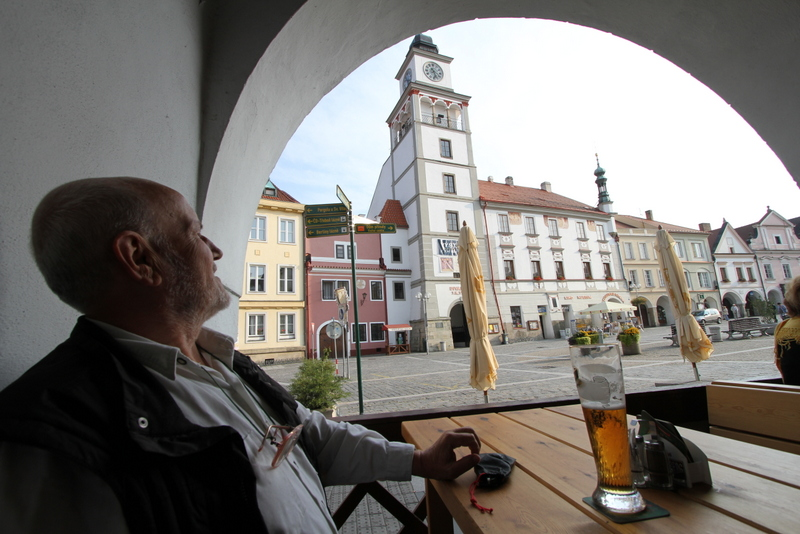
Hotel Bílý koníček

## Zajímavost
Původně americký muzikál Finian's Rainbow (česky Divotvorný hrnec) upravili Voskovec a Werich mezi jiným tak, že irského skřítka Oga nahradili českým vodníkem Čochtanem z Třeboně. Ten dívce Káče vypráví o velkém požáru v Třeboni (který sám založil) a zmiňuje i hotel U bílého koníčka a jeho majitele slovy: „... od sákristie chytla sáložna a pak to přeskočilo na hotel U bílýho koníčka. Hoteliér Havlíček vyběhl a hořely mu kšandy. Nadlesní myslel, že je to kometa a zastřelil ho. A paní Havlíčková mu tenkrát moooc děkovala...“